# Юморист (фильм)
«Юмори́ст» — драматический фильм Михаила Идова, вышедший в прокат 1 марта 2018 года. В главных ролях: Алексей Агранович, Семен Штейнберг и Алиса Хазанова. Прокат показал «удручающие результаты», лента провалилась на самом старте, причём «с шумом».

## Сюжет
Действие фильма разворачивается в 1984 году. В центре сюжета успешный советский юморист Борис Аркадьев, которому, несмотря на всеобщую любовь и признание среди зрителей, не хватает творческой свободы, в результате чего он становится «опасным для общества».

## В ролях
| Актёр              | Роль           |
| ------------------ | -------------- |
| Алексей Агранович  | Борис Аркадьев |
| Семён Штейнберг    | Гринберг       |
| Алиса Хазанова     | Эльвира        |
| Вильма Кутавичюте  | Инара          |
| Павел Ильин        | Будовский      |
| Даниэль Шифрин     | Илья           |
| Полина Ауг         | Лина           |
| Артём Волобуев     | майор Никонов  |
| Юрий Колокольников | Шелепин        |
| Ольга Дибцева      | Галина         |
| Юлия Ауг           | дама с книгой  |
| Анатолий Котенёв   | генерал Ясенев |

## Саундтрек
Российский рэпер FACE записал трек к титрам фильма «Юморист».